# Moskéattacken i Bærum
Moskéattacken i Bærum var en terrorattack som inträffade den 10 augusti 2019 i Al-Noor Islamic Center (arabiska: مركز النور الإسلامي) i Bærum, Norge, cirka 20 km väster om huvudstaden Oslo. En person skadades av en skytt vid moskéattacken i Bærum. Efter terrorattacken upptäcktes det att skyttens styvsyster hade blivit mördad i skyttens hem.
Skytten Philip Manshaus dömdes den 11 juni 2020 till 21 års fängelse för terrorbrott och mord, följt av förvaring så länge han anses farlig. Han kan tidigast släppas efter 14 år. 

## Attack
Philip Manshaus hade enligt uppgift uniform och hjälm när han gick in i moskén genom att skjuta sig igenom den låsta dörren. Han var beväpnad med två hagelgevär eller "hagelliknande" vapen och en pistol och öppnade eld mot församlingen. Bönerna hade precis avslutats, och det var bara tre äldre kvar i moskén. En 65-årig man kastade sig över angriparen och övermannade honom innan han kunde attackera någon annan i moskén, tryckte ner honom och kastade iväg hans vapen. Den här mannen har identifierats som Mohammad Rafiq, en pensionerad pakistansk flygofficer som hade bott i Norge i två och ett halvt år vid attacken. Hans skador har beskrivits som "milda",  och han undvek skottskador. Skadorna tillfördes av angriparens händer när han försökte bryta sig loss från Rafiq. En annan av männen i rummet slog sedan angriparen på huvudet för att hindra honom från att skada Rafiq mer. Polisen tillkallades klockan 16:07 lokal tid. Angriparen låg i strypläge när polisen anlände till moskén.
Efter attacken hittades en ung kvinna död i skyttens hem. Kvinnan var skyttens 17-åriga styvsyster; Manshaus har också åtalats för mordet på henne. 
Den misstänkta påbörjade enligt uppgift en Facebook-direktsändning under de timmar som föregick hans attack, men denna togs bort senare.

## Motiv
Motivet till både terrorbrottet och mordet var enligt domen skyttens nynazistiska rasideologi. Han baserade denna bland annat på idéer om ett stundande raskrig, rasläror baserade på en omtolkning av bibeln[källa behövs] och inspiration ifrån Nasjonal Samlings Vidkun Quislings idéer.